# Sabacon bryantii
Espèce
Synonymes
- Phlegmacera bryantii Banks, 1897
- Tomicomerus bispinosus Pavesi, 1899

Sabacon bryantii est une espèce d'opilions dyspnois de la famille des Sabaconidae.

## Distribution
Cette espèce est endémique d'Alaska aux États-Unis. Elle se rencontre dans la chaîne Saint-Élie.

## Description
La femelle holotype mesure 2,5 mm.
Le mâle décrit par Pavesi en 1899 sous le nom Tomicomerus bispinosus mesure 4,5 mm.

## Systématique et taxinomie
Cette espèce a été décrite sous le protonyme Phlegmacera bryantii par Banks en 1897. Elle est placée dans le genre Tomicomerus par Roewer en 1914 puis dans le genre Sabacon par Shear en 1986.
Tomicomerus bispinosus a été placée en synonymie par Roewer en 1914.

## Étymologie
Cette espèce est nommée en l'honneur de Henry Grier Bryant.

## Publication originale
- Banks, 1897 : « Arachnida from the Malaspina Glacier, Alaska. » Entomological News, vol. 9, no 1, p. 16 (texte intégral).